# Молтон (Тексас)
Молтон (енгл. Moulton) град је у америчкој савезној држави Тексас. По попису становништва из 2010. у њему је живело 886 становника.

## Демографија
Према попису становништва из 2010. у граду је живело 886 становника, што је 58 (6,1%) становника мање него 2000. године.
| Група             | 2000.       | 2010.       |
| Белци             | 810 (85,8%) | 680 (76,7%) |
| Афроамериканци    | 7 (0,7%)    | 6 (0,7%)    |
| Азијати           | 1 (0,1%)    | 1 (0,1%)    |
| Хиспаноамериканци | 124 (13,1%) | 190 (21,4%) |
| Укупно            | 944         | 886         |